# Аллен, Диана
Диана Аллен (швед. Diana Allen; 1898 — 12 июня 1949) — американская актриса шведского происхождения и девушка Зигфелда, которая в частности снималась в немых фильмах, включая ныне утерянный «Мисс 139».

## Биография
Аллен родилась в 1898 году в Готланде, Швеция и приехала в США в возрасте пяти лет. Учась в средней школе в Нью-Хейвене, в штате Коннектикут она начала выступать вместе с Эдди Виттштейном. Дебют в театре состоялся в водевильном спектакле «Girls' Gamble» с Недом Уэйбурном. Позже она появилась в музыкальном ревю «Мисс 1917», была участницей театральных постановок «Безумства Зигфелда» (1917-18) и «Полуночное веселье Зигфелда».
В период между 1918 и 1925 годами снялась в нескольких короткометражных и полнометражных фильмах. Её первое появление в полнометражном кино было в фильме 1918 года «Женщина».
В 1924 году вышла замуж за Сэмюэла П. Бута, который был президентом Interborough News Company, а также ранее отвечал за распространение газет, включая Chicago Journal, New York Evening Journal и The New York Globe. Он был старше Аллен на 30 лет. Детей супруги не имели. Скончалась Аллен 12 июня 1949 года в Маунт Плезант в штате Нью-Йорк.

## Избранная фильмография

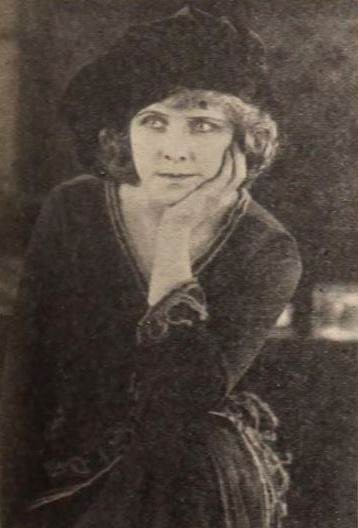
Аллен в фильме Мисс 139.

- Женщина[англ.] (1918)
- Even as Eve[англ.] (1920)
- Голоса (1920)
- Мужчина и женщина[англ.] (1920)
- Heliotrope[англ.] (1920) * потерянный фильм
- Лицо у твоего окна[англ.] (1920)
- Кентуккианцы[англ.] (1921) *потерянный фильм
- The Conquest of Canaan[англ.] (1921)
- Мисс 139[англ.] (1921) *потерянный фильм
- Путь горничной[англ.] (1921)
- Get-Rich-Quick Wallingford[англ.] (1921) *потерянный фильм
- За пределами радуги[англ.] (1922) (также кинодебют Клары Боу)
- Divorce Coupons[англ.] (1922)
- Разыскивается мужчина (1922)
- Салон красоты[англ.] (1922) *потерянный фильм
- Саломея (1923) (фильм, снятый Малькольмом Штрауссом; не путать с одноимённым фильмом Аллы Назимовой)
- Возбуждающие[англ.] (1923) *потерянный фильм
- Flying Fists (серия короткометражек с боксёром Бенни Леонардом) (1924-25)
- Рулетка[англ.] (1924)